# Hyundai i20 Coupe WRC
La Hyundai i20 Coupe WRC è una vettura da competizione derivata dalla seconda generazione della Hyundai i20, progettata e costruita appositamente per competere nel campionato del mondo rally dalla Hyundai Motorsport, il reparto sportivo della casa sudcoreana con base in Germania. L'auto iniziò a gareggiare a partire dal mondiale WRC 2017 affidata ai piloti Thierry Neuville, Hayden Paddon e Dani Sordo.

## Primi test e sviluppo
Basata sul modello a tre porte della compatta coreana, la neonata di casa Hyundai svolse i primi test ad aprile 2016, incentrati principalmente su parti cruciali del motore come il raffreddamento, gli intercooler e i nuovi restrittori delle turbine, aumentati di diametro dal nuovo regolamento tecnico, seguiti poi da altre prove volte ad affinare trasmissione e sospensioni.
Lo sviluppo della vettura è proseguito poi durante tutta la stagione estiva, effettuando prove su asfalto e su terra e giungendo alle specifiche definitive verso la fine di settembre, con gli ultimi affinamenti al motore e all'aerodinamica, prima di venire sottoposta al processo di omologazione della FIA.

## Specifiche
Il motore, è un 1.6 litri quattro cilindri in linea a iniezione diretta, con alesaggio di 83 mm e corsa di 73,9 mm e dotato di turbocompressore con restrittore in aspirazione di 36 mm; esso eroga una potenza di 380 CV a 6500 giri/min e una coppia massima di 450 Nm a 5500 giri/min. La trasmissione è a trazione integrale permanente con differenziale centrale idraulico mentre l'anteriore e il posteriore sono meccanici, cambio sequenziale a sei rapporti e frizione ceramico-metallica a doppio disco. Le sospensioni sono di tipo MacPherson con ammortizzatori regolabili mentre l'impianto frenante realizzato dalla Brembo è dotato di pinze a quattro pistoncini e dischi autoventilanti da 300 mm di diametro in assetto terra e 370 mm su asfalto. L'auto monta cerchi da 18" su asfalto e da 15" su ghiaia e utilizza pneumatici Michelin.

## Storia

### Stagione 2017

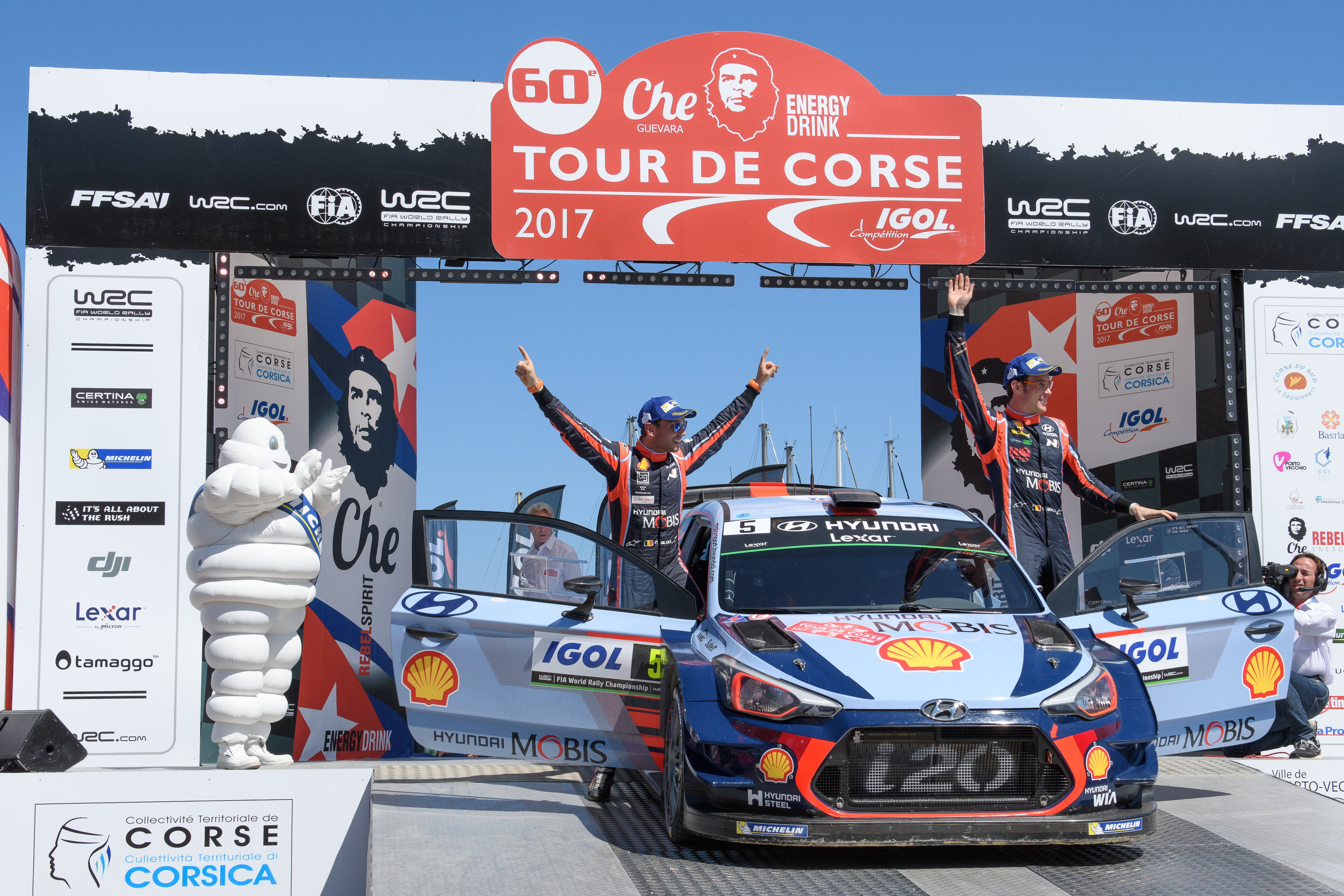
Neuville/Gilsoul vittoriosi al Tour de Corse 2017

La vettura fu la prima, tra le quattro contendenti al mondiale 2017, ad essere presentata ufficialmente, venendo svelata il 1º dicembre 2016 all'Autodromo nazionale di Monza e rimanendo esposta per tutta la durata del Monza Rally Show, evento svoltosi dal 2 al 4 dicembre. Il team principal Michel Nandan, rimarcando la soddisfazione per i risultati ottenuti durante la stagione 2016 dalla New Generation i20 WRC, dichiarò la determinazione nel voler competere per entrambi i titoli 2017, aggiungendo che i nuovi regolamenti tecnici avrebbero riportato un sostanziale equilibrio tra tutti i contendenti in vista della nuova stagione.
La casa sudcoreana confermò tutti e tre i piloti per il mondiale 2017, ovvero il neozelandese Hayden Paddon, forte già di un contratto biennale stipulato nel 2016, lo spagnolo Dani Sordo, ufficializzato ad agosto 2016, e il belga Thierry Neuville, il quale firmò il rinnovo soltanto il 5 ottobre per la durata di due anni, la Citroën infatti dimostrò il proprio interesse verso di lui e durante l'estate si parlò di un suo ritorno nella scuderia francese.

### Stagione 2018

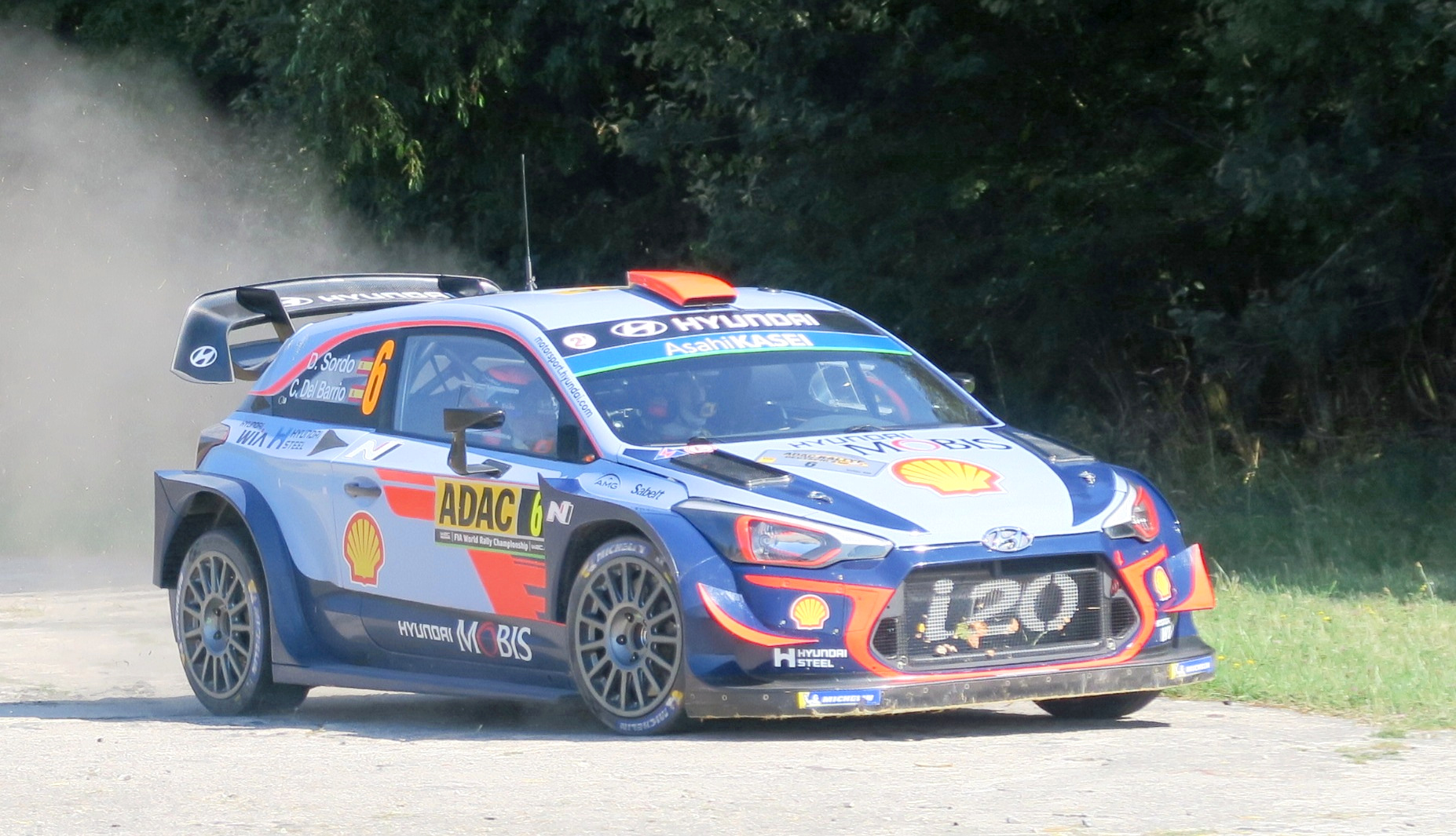
Dani Sordo al RAlly di Germania 2018

L'auto è stata progettata per essere più performante rispetto ai modelli precedenti. Uno dei principali miglioramenti apportati alla vettura è stato l'introduzione di un sistema di sospensioni rivisitato. Questo sistema ha permesso una maggiore stabilità durante le curve e una maggiore maneggevolezza, rendendo più semplice per i piloti mantenere il controllo della vettura a velocità elevate.
Il motore è stato anche significativamente migliorato, fornendo una potenza maggiore e un'accelerazione più rapida. La Hyundai i20 Coupé WRC è stata dotata di un nuovo cambio, che ha fornito una maggiore affidabilità e precisione. Questi miglioramenti hanno permesso alla vettura di esibirsi ai massimi livelli su ogni tipo di superficie e di mantenere il ritmo con i concorrenti più veloci del campionato.
La vettura è stata anche dotata di alcune importanti modifiche aerodinamiche, tra cui l'adozione di una nuova forma del cofano, una forma più aerodinamica della carrozzeria e l'utilizzo di materiali più leggeri. Queste modifiche hanno migliorato la velocità massima della vettura e l'efficienza aerodinamica, rendendo la Hyundai i20 Coupé WRC ancora più competitiva.
In sintesi, gli aggiornamenti apportati alla Hyundai i20 Coupé WRC per la stagione 2018 del WRC hanno mirato a migliorare la stabilità, la maneggevolezza, la potenza, la velocità massima e la sicurezza della vettura.
La stagione 2018 del World Rally Championship (WRC) per Hyundai è stata una stagione molto positiva. Il pilota Thierry Neuville è stato un costante contendente per il titolo di campione, vincendo ben tre rally durante la stagione, tra cui il Rally di Svezia, il Rally di Portogallo e il Rally di Sardegna. Nonostante alcuni ritiri durante la stagione, Neuville ha concluso la stagione al secondo posto nella classifica generale dei piloti. Anche Hayden Paddon e Andreas Mikkelsen hanno rappresentato la squadra con successo, con  Mikkelsen che ha ottenuto due podi. La coppia di copiloti, Nicolas Gilsoul e Anders Jæger, hanno supportato i loro piloti con abilità e precisione, classificandosi rispettivamente al terzo e al sesto posto nella classifica generale dei copiloti. Hyundai ha anche ottenuto un importante successo nella classifica generale dei costruttori, classificandosi al secondo posto. La stagione 2018 del WRC per Hyundai è stata un'ottima prestazione per la squadra e ha dimostrato il loro potenziale e la loro determinazione a competere ai massimi livelli.

## Palmarès

### Campionato del mondo rally
- - 2 Campionato del mondo marche (2019, 2020)

## Vittorie nel WRC
| #  | Anno | Rally                                           | Superficie       | Pilota           | Co-pilota         | Squadra            |
| -- | ---- | ----------------------------------------------- | ---------------- | ---------------- | ----------------- | ------------------ |
| 1  | 2017 | 60ème Che Guevara Energy Drink Tour de Corse    | Asfalto          | Thierry Neuville | Nicolas Gilsoul   | Hyundai Motorsport |
| 2  | 2017 | 37º YPF Rally Argentina                         | Sterrato         | Thierry Neuville | Nicolas Gilsoul   | Hyundai Motorsport |
| 3  | 2017 | 74th ORLEN Rally Poland                         | Sterrato         | Thierry Neuville | Nicolas Gilsoul   | Hyundai Motorsport |
| 4  | 2018 | 66th Rally Sweden                               | Neve             | Thierry Neuville | Nicolas Gilsoul   | Hyundai Motorsport |
| 5  | 2018 | 52º Vodafone Rally de Portugal                  | Sterrato         | Thierry Neuville | Nicolas Gilsoul   | Hyundai Motorsport |
| 6  | 2018 | 15º Rally Italia Sardegna                       | Sterrato         | Thierry Neuville | Nicolas Gilsoul   | Hyundai Motorsport |
| 7  | 2019 | 62ème CORSICA Linea Tour de Corse               | Asfalto          | Thierry Neuville | Nicolas Gilsoul   | Hyundai Motorsport |
| 8  | 2019 | 39º XION Rally Argentina                        | Sterrato         | Thierry Neuville | Nicolas Gilsoul   | Hyundai Motorsport |
| 9  | 2019 | 16º Rally Italia Sardegna                       | Sterrato         | Dani Sordo       | Carlos del Barrio | Hyundai Motorsport |
| 10 | 2019 | 55º Rally RACC Catalunya - Rally de España      | Asfalto/Sterrato | Thierry Neuville | Nicolas Gilsoul   | Hyundai Motorsport |
| 11 | 2020 | 88ème Rallye Automobile de Monte-Carlo          | Asfalto          | Thierry Neuville | Nicolas Gilsoul   | Hyundai Motorsport |
| 12 | 2020 | 10. Rally Estonia                               | Sterrato         | Ott Tänak        | Martin Järveoja   | Hyundai Motorsport |
| 13 | 2020 | 17º Rally Italia Sardegna                       | Sterrato         | Dani Sordo       | Carlos del Barrio | Hyundai Motorsport |
| 14 | 2021 | Arctic Rally Finland Powered by CapitalBox 2021 | Neve             | Ott Tänak        | Martin Järveoja   | Hyundai Motorsport |
| 15 | 2021 | 57° Renties Ypres Rally Belgium                 | Asfalto          | Thierry Neuville | Martijn Wydaeghe  | Hyundai Motorsport |
| 16 | 2021 | 56° RallyRACC Catalunya - Costa Daurada         | Asfalto          | Thierry Neuville | Martijn Wydaeghe  | Hyundai Motorsport |